# The Offer
The Offer (en español: La oferta) es una miniserie biográfica producida por Paramount+. Narra el desarrollo y la producción de la influyente película de gánsteres El padrino (1972).

## Reparto

### Principal
- Miles Teller - Al Ruddy
- Matthew Goode - Robert Evans
- Giovanni Ribisi - Joe Colombo
- Colin Hanks - Barry Lapidus
- Dan Fogler - Francis Ford Coppola
- Juno Temple - Bettye McCartt
- Burn Gorman - Charles Bluhdorn

### Recurrente
- Justin Chambers - Marlon Brando
- Patrick Gallo - Mario Puzo
- Josh Zuckerman - Peter Bart
- Meredith Garretson - Ali MacGraw
- Nora Arnezeder - Francoise Glazer
- Paul McCrane - Jack Ballard
- Anthony Skordi - Carlo Gambino
- Jake Cannavale - Caesar
- James Madio - Gino
- Michael Rispoli - Tommy Lucchese
- Stephanie Koenig - Andrea Eastman
- Lou Ferrigno - Lenny Montana
- Frank John Hughes - Frank Sinatra
- Danny Nucci - Mario Biaggi
- Anthony Ippolito - Al Pacino
- Ross McCall - Moran
- Eric Balfour - Dean Tavoularis
- Michael Gandolfini - Andy Calhoun
- Derrick Baskin - Nicky Barnes
- Joseph Russo - Joe Gallo
- Zack Schor - Fred Gallo
- T.J. Thyne - Gordon Willis

### Invitado
- Lola Glaudini - Candida Donadio
- Kyle S. More - Bernard Fein
- Billy Magnussen - Robert Redford
- Kirk Acevedo - Agente especial Hale
- Michael Landes - Vic Damone
- Louis Mandylor - Mickey Cohen
- Ross McCall - Moran
- Carmine Giovinazzo - Sonny Grosso

## Producción
El proyecto se anunció en septiembre de 2020, se transmitiría por Paramount+ y se narraría desde la perspectiva del productor de la película, Albert S. Ruddy. En diciembre de 2020, Armie Hammer fue elegido para interpretar a Ruddy. Sin embargo, abandonó el proyecto en enero de 2021. En abril, Dexter Fletcher fue contratado para dirigir varios episodios de la serie. En mayo, Miles Teller fue seleccionado para reemplazar a Hammer en el papel de Ruddy. En junio, Matthew Goode, Giovanni Ribisi, Colin Hanks, Dan Fogler y Juno Temple se unieron al reparto. Gran parte del elenco adicional se anunció al mes siguiente, entre ellos Burn Gorman como Charles Bludhorn, Justin Chambers en un papel recurrente como Marlon Brando y Anthony Ippolito como Al Pacino.
La filmación de la serie había comenzado en julio de 2021, pero se detuvo el 29 de julio debido a un caso positivo de COVID-19.